# Чудовий Зугуртлер (п'єса)
Чудовий Зугуртлер (п'єса) (оригінальна назва: Tovaritch) — назва в Туреччині театральної п'єси в комедійному стилі, написаної в 1933 році актором, письменником і режисером Жаком Девалем, одним із піонерів французького бульварного театру.
Оригінальна назва п'єси «Товарич» (товарищ) російською мовою означає «товариш». Дія побудована на факті — дворянське подружжя Уратьевих, яке втекло з Росії та оселилося в Парижі після Жовтневої революції, почало працювати дворецькими та покоївками в багатому особняку, оскільки вони впали в бідність. Коли розкриваються їх справжні імена та колишнє становище в суспільстві, то на них чекають ще складніші умови виживання.
П'єса, яка вперше була показана у «Театрі де Парі» у Франції 13 жовтня 1933 року, була вперше поставлена в Туреччині 22 жовтня 1963 року з турецьким перекладом Асуде Зейбекоглу Театру Дормен. Пізніше п'єсу кілька разів адаптували для кіно та телебачення. Одна з таких екранізацій також була зроблена в Туреччині.

## Сюжет
Події п'єси відбуваються в Парижі 1920-х років. Російські аристократи князь Михайло Уратєв і його дружина, велика княгиня Тетяна Уратєва, втекли з Росії після Жовтневої революції і оселилися в Парижі. Принц зберігає 4 мільярди франків, довірених йому царем у Банку Франції під своїм ім'ям. Вони не можуть доторкнутися до копійки цього великого багатства, вивезеного з Росії, тому що якщо цар колись візьме на себе керування державою, ці гроші підуть на розвиток країни і на повернення дворян до країни. Однак, допоки контрреволюції, на яку вони очікували в Росії, не сталося, аристократичне подружжя не змогло навіть розрахуватися з готельними боргами. Дрібних крадіжок, до яких вони вдаються, коли не мають що продати, не вистачає, щоб смачно поїсти. Зрештою, вони вирішують зробити те, до чого не звикли: працювати!
Вони намагаються влаштуватися на роботу, яку знаходять за оголошенням в газеті. Починають працювати дворецькими та покоївками під псевдонімами в особняку одного з французьких депутатів-соціалістів, який зробив це оголошення. Пара не розкриває подробиць зі свого минулого, але їхній контакт із леді Керріган, яку вони тут зустрічають, розкриває їх справжню особистість. Міністр нафти Горотченко, представник революційного уряду, також впізнав їх. Горотченко, який завдав їм багато страждань, перебуваючи в Росії, вимагає від князя 4 мільярди франків. Щоб переконати князя, він апелює до його патріотичних почуттів. Якщо він не дасть цих грошей, то революційний уряд, який заборгував перед іноземцями, надовго буде змушений передати іноземцям право експлуатації бакинської нафти.
Діти родини, Жорж і Августин, незабаром закохуються в принца та його дружину. Після низки складних і безглуздих подій патріотично налаштований князь погоджується віддати царські гроші на своєму банківському рахунку Горотченку, міністру нафти комуністичної Росії. Князь Уратєв і його дружина, велика княгиня Тетяна, вирішують провести решту життя бідними, але щасливими.

## Ролі
- Князь Михайло Уратієв ((князь Уратьєв в турецькій адаптації))
- Велика княгиня Тетяна Уратьева (турецька екранізація Велика княгиня Тетяна Уратьева)
- Міс Арбезія (Фернанд Дюпон в турецькій версії)
- Містер Арбезія (Шарль Дюпон в турецькій версії)
- Горотченко, радянський міністр нафти (Гороченко в турецькій версії)
- Августин Арбезія (Елен Дюпон в турецькій версії)
- Жорж Арбезія (Жорж Дюпон в турецькій версії)
- Леді Керріган (Леді Карріган в турецькій екранізації)
- Граф Брегінський (граф Брекенський в турецькій версії)
- Банкір Дуб'єв
- Мартеллау
- Кук Луїза[2]

## Сценічні адаптації
- 1933 — Франція: перша постановка п'єси відбулася 13 жовтня 1933 року в «Театр де Парі» у столиці Франції.
- 1935 — Англія: перша адаптація англійською мовою була поставлена в Лондоні 24 квітня 1935 року. Його твір був адаптований англійською мовою Робертом Е. Шервудом.
- 1936 — США: Поставлена на Бродвеї як музична комедія, знову адаптована Робертом Е. Шервудом. Починаючи з 15 жовтня 1936 року, її було поставлено 356 разів[3] .
- 1963 — Туреччина: п'єсу вперше в Туреччині поставили 22 жовтня 1963 року театром «Дормен» у Стамбулі з турецьким перекладом Асуде Зейбекоглу. Покази тривали близько року. У 1991 році театр Дормен знову поставив виставу, цього разу на чотири роки.
- 1963 — США: 18 березня 1963 року в Нью-Йорку відкрили завіси, цього разу як мюзикл його поставили 264 рази. У головних ролях Жан-П'єр Омон і Вів'єн Лі . За цю роль Лі отримав премію Тоні за мюзикл 1963 року.
- 2011 — Туреччина: Театр «Ательє» . Режисер Війна Мутлу.

## Представництво театру Дормен
1933 року була вперше поставлена в Туреччині 22 жовтня 1963 року театром Дормен, заснованим Халдуном Дорменом. Ця вистава, хоч і не музична, але була в стилі музичного театру. Пісні у виставі співала Айфер Ферай. Розробкою костюмів займалася Бетюль Мардін, яка на той час була дружиною Халдуна Дормена. Айфер Ферай та Ніса Серезлі здобули «Подарунок театру Ільхана Іскендера». Асуд Зейбекоглу, яка переклала гру турецькою, назвала п'єсу «Чудовий Зугуртлер».
Консультуючись з росіянами в Стамбулі, отримали оригінальні костюми з Парижа. Айфер Ферай навчився грати на гітарі для пісні «Oçi Çorniye» (рос. Очи чёрные, переклад: Чорні очі), Башара Сабунку та Халдуна Дормена. Проводили уроки фехтування протягом тижня. Для виконання пісні чомусь не вдалося дістати балалайку, і замість неї використали гітару. Старі росіяни, які проживали в Туреччині, відвідували постановку майже щовечора і дивилися із сльозами на очах, дякували Халдуну Дормену за те, що він нагадав їм про старі часи.
Всупереч прогнозам найближчого оточення Халдуна Дормена про те, що «ця вистава стане кінцем Дорменського театру», «Чудовий Зугуртлер» був тією виставою, яка врятувала театр. Усі борги були сплачені, а престиж театру, який був похитнувся протягом року, підвищився завдяки виставі, яка відразу злетіла і з першої постановки завжди йшла з переповненим залом. «Чудовий Зугуртлер» пробув у театрах близько року і був поставлений 280 разів. Група, що складається з 15 чоловік, виступала майже по всій Анатолії, включаючи тури на ярмарку в Анкарі та Ізмірі. Тепер виставу ототожнювали з театром Дормен. Театр «Дормен» знову розпочав постановку вистави 16 січня 1991 року, і ці вистави тривали до 9 жовтня 1994 року.
Початковий склад 1963 року був таким:
- Переклад — Асуде Зейбекоглу
- Постановка — Ерол Кескін
- Декор — Лейла Сюрен
- Костюми — Бетюль Дормен, Гюлер Ереньоль

Актори (у порядку виходу на сцену):
- Халдун Дормен — князь Михайло Уратьев
- Ейфер Ферей — Велика княжна Тетяна Uratieff
- Йилмаз Коксал — Мартеллау
- Мехмет Озекіт — банкір Дубієв
- Юксель Гозен — граф Брекенський
- Натхненний — шеф-кухар Луїза
- Ніса Серезлі — Фернанд Дюпон
- Тургут Боралі — Шарль Дюпон
- Суна Кескін (в ролі Суни Сан) — Хелен Дюпон (дочка Дюпона)
- Башар Сабунку — Жорж Дюпон (син Дюпона)
- Хаді Каман — швейцар
- Сема Озджан — Леді Керріган (запрошена акторка з Kent Players)
- Тунсел Куртіз — Горотченко (запрошена зірка від Kent Players)

## Екранізації фільмів
- 1935 — Франція — Товарич (художній фільм): п'єсу, написану Жаком Девалем у 1933 році, також перевели в однойменний кінотеатр («Товарич») у його рідній країні, Франції, у 1935 році. Сценаристом і одним із режисерів цього чорно-білого фільму був сам автор п'єси.
- 1937 — США — Товарич (фільм): У 1937 році вистава була перенесена в кіно вдруге , цього разу в США. З різницею в написанні цей фільм називався «Товарич». Головні ролі Клодетт Кольбер, Чарльза Бойєра та Безіля Ретбоуна розділили, а режисером фільму став українець, єврейсько-американський режисер Анатоль Літвак . Цей фільм, який також був знятий у чорно-білих тонах, був показаний в кінотеатрах Туреччини в 1940 році під назвою "Герцогиня Петрівна[6] .
- 1954 — Англія – 24 січня 1954 року на англійському телебаченні BBC відбулася драматична презентація п'єси в поколінні «Sunday Night Theatre». У чорно-білому ефірі знявся Пітер Кушинг (принц Уратьев).
- 1964 — Туреччина — Шахане Зугуртлер (фільм): Через рік після постановки п'єси в Стамбулі режисер Сурейя Дуру адаптував п'єсу Жака Деваля для кіно, цього разу в Туреччині. Назва фільму була такою ж, як і турецька назва гри. Головні ролі в цій чорно-білій комедії зіграли Айхан Ішик, Сезер Сезін та Алі Шен. Фекрі Ебчоглу написав саундтрек до фільму, адаптований сценарій якого разом написали Майне Есен та Ердоган Тунаш[7].
- 1966 — Західна Німеччина — Towarisch (телефільм): У 1966 році в Західній Німеччині була зроблена інша телевізійна адаптація під назвою «Towarisch». Цей 100-хвилинний чорно-білий телефільм був музичним.
- 1981 — Франція — Товарич (телефільм): У 1981 році, знову у Франції, Жаннет Юбер зробила нову екранізацію п'єси. Ця 120-хвилинна барвиста постановка була також телефільмом.
- 1994 — Туреччина — Шахане Зугуртлер (телефільм): Халдун Дормен, який вперше поставив виставу в Туреччині і знову зіграв головну роль, зіграв головну роль у телевізійному фільмі Кемаля Узуна. Інші ролі зіграли Невра Серезлі, Гексель Кортай та Ісмет Устекін.